# Zone di protezione speciale della Valle d'Aosta
Le zone di protezione speciale della Valle d'Aosta, individuate in base alla Direttiva Uccelli (Direttiva 2009/147/CE) e appartenenti alla rete Natura 2000 sono cinque: due sono le zone di protezione speciale, due le zone speciali di conservazione e zone di protezione Speciale (ZSC/ZPS) e un sito di importanza comunitaria e zona di protezione speciale (SIC/ZPS). 
Nel complesso la superficie della regione compresa nella rete Natura 2000 è pari al  30% del totale, 98 952 ettari.

## Zone di protezione speciale
In Valle d'Aosta sono state individuate 
| Definizione dell’area                       | Immagine | Codice Natura 2000 | Note                                                | Sup.   | Coordinate             |
| ------------------------------------------- | -------- | ------------------ | --------------------------------------------------- | ------ | ---------------------- |
| Parco Nazionale del Gran Paradiso           |          | IT1201000          | SIC/ZPS                                             | 71042* | 45.518889°N 7.301667°E |
| Mont Avic e Mont Émilius                    |          | IT1202020          | Comprende tre SIC e il Parco naturale del Mont Avic | 31544  | 45.586405°N 7.534075°E |
| Val Ferret (area protetta)                  |          | IT1204030          | ZPS                                                 | 9080   | 45.867141°N 7.016993°E |
| Ambienti glaciali del Gruppo del Monte Rosa |          | IT1204220          | ZSC/ZPS                                             | 8645   | 45.901111°N 7.792778°E |
| Zona umida di Les Îles de Saint-Marcel      |          | IT1205070          | ZSC/ZPS                                             | 35     | 45.737222°N 7.433056°E |

- È la superficie complessiva del parco, senza distinzione fra le due regioni Piemonte e Valle d'Aosta.